# Vertrag von Corbeil (1326)

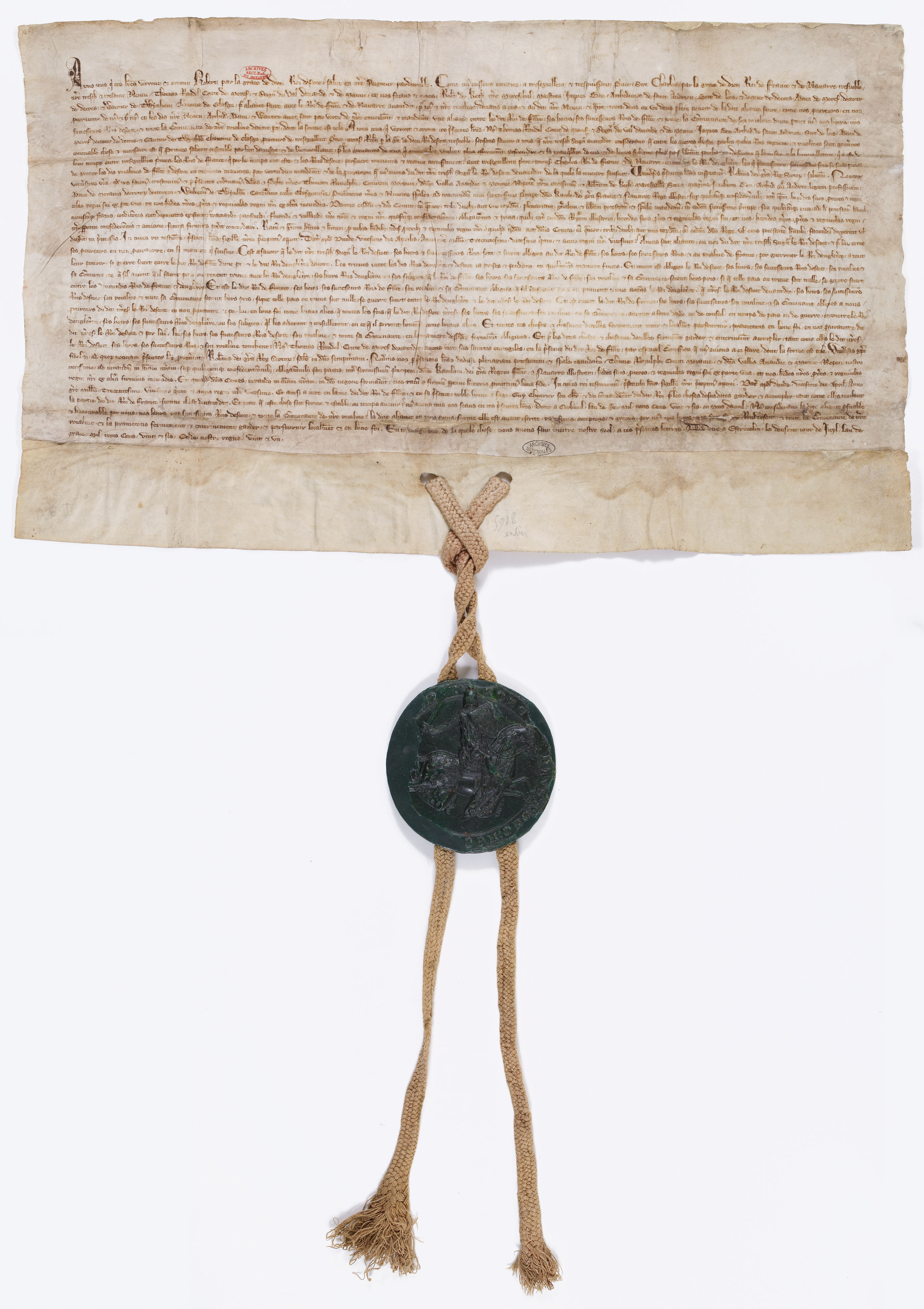
Die Urkunde, mit der der schottische König Robert Bruce 1326 den Vertrag von Corbeil anerkannte

Der Vertrag von Corbeil war ein Bündnisvertrag zwischen Frankreich und Schottland, der am 26. April 1326 im nordfranzösischen Corbeil geschlossen wurde. Er erneuerte die Auld Alliance zwischen den beiden Reichen.

## Hintergrund
Das 1295 im Vertrag von Paris geschlossene, gegen den gemeinsamen Gegner England gerichtete Bündnis zwischen Frankreich und Schottland war durch den 1303 zwischen England und Frankreich geschlossenen Frieden von Paris beendet worden. Von dem Frieden wurden die weiter gegen England kämpfenden Schotten ausgeschlossen. Drei Jahre später hatte der französische König Philipp IV. die Usurpation des schottischen Throns durch Robert Bruce abgelehnt. Erst 1309 hatte der französische König Bruce als König anerkannt, doch in dem weiteren Krieg gegen England nicht unterstützt. Seit 1323 befand sich auch Frankreich wieder im Krieg mit England. Ob die Initiative zu neuen Bündnisverhandlungen von Frankreich oder von Schottland ausging, ist aber ungeklärt. Die Schotten hatten im Krieg mit England gerade erst 1323 einen langfristigen Waffenstillstand vereinbart. Die weiteren Verhandlungen über einen dauerhaften Frieden blieben jedoch ergebnislos. Während eines schottischen Parlaments wurde nun im März 1325 in Scone über ein neues Bündnis mit Frankreich diskutiert. Das Parlament entschied, eine eindrucksvolle Gesandtschaft nach Frankreich zu schicken, um dem französischen König Karl IV. ein Bündnis anzubieten. Der Gesandtschaft gehörten mit Thomas Randolph, 1. Earl of Moray sowie Robert Keith, der Marischal of Scotland an. Unterstützt wurden sie von drei Geistlichen, nämlich James Ben, Archidiakon von St Andrews, Adam de Moravia, Rektor von Kilmany und Walter de Twynham, einem Kanoniker aus Glasgow.

## Verhandlungen zwischen Schottland und Frankreich
Den Schotten war sicher bekannt, dass der englische König Eduard II. bereits Verhandlungen mit Frankreich begonnen hatte. Um den 20. März 1325 hatte er seine Ehefrau Isabelle, die eine Schwester des französischen Königs war, zu weiteren Friedensverhandlungen nach Frankreich geschickt. Die Engländer fürchteten, dass die Schotten den Krieg mit Frankreich ausnutzen und den Waffenstillstand brechen könnten. Im Juni 1325 hatte die schottische Gesandtschaft Paris erreicht und führte erste Verhandlungen. Diese stockten jedoch, als zwischen Frankreich und England ein Frieden vereinbart wurde. Im September 1325 huldigte der englische Thronfolger Eduard anstelle seines Vaters dem französischen König für die englischen Besitzungen in Frankreich. Dann weigerte sich jedoch die englische Königin und der Thronfolger, aus Protest gegen den Einfluss der Günstlinge auf ihren Mann nach England zurückzukehren. Zumindest der Earl of Moray hatte die Zeit genutzt, um zur Kurie nach Avignon zu reisen. Dort führte er mit Papst Johannes XXII. Verhandlungen über eine Aufhebung der Exkommunikation von Robert Bruce und über eine Aufhebung des über Schottland verhängten Interdikts. Diese Verhandlungen blieben jedoch erfolglos, denn der Papst hatte, wohl durch den englischen König beeinflusst, noch vor dem Eintreffen von Moray in Avignon die Exkommunikation und das Interdikt bestätigt. In Paris spitzte sich die Situation um die englische Königin und um den Thronfolger immer weiter zu, als diese immer mehr Unterstützung durch englische Adlige erhielten, die aus Opposition zu Eduard II. ihr ins Exil folgten. Diese sammelte inzwischen Unterstützung für eine Invasion Englands, um ihren Ehemann zu stürzen. Obwohl der französische König seine Schwester gewähren ließ, wünschte er sich eigentlich Frieden mit England und eine Rückkehr seiner Schwester zu ihrem Ehemann. Durch ein Bündnis mit Schottland erhoffte er sich, den englischen König unter Druck zu setzen und so die Sicherheit seiner Schwester nach ihrer Rückkehr zu erhöhen. Wohl deshalb schloss er im April im Corbeil ein Defensivbündnis mit den schottischen Gesandten. Diese hatte aber bereits weitere Vorbereitungen für die Invasion getroffen. Bereits vor dem 25. Februar 1326 hatte Isabelle mit dem Earl of Moray vereinbart, dass die Schotten eine militärische Landung ihrer Anhänger in England nicht ausnutzen würden, um selbst in Nordengland einzufallen. In Schottland bestätigte der schottische König vor dem 12. Juli 1326 in Stirling den Vertrag von Corbeil.

## Vertragsinhalt
Nach diesem Vertrag verpflichtete sich der schottische König, im Falle eines neuen englisch-französischen Kriegs auf französischer Seite in den Krieg einzutreten. Durch einen Krieg zwischen England und Frankreich würden bestehende Waffenstillstände zwischen Schottland und England aufgehoben. Sollte es zwischen Schottland und England zum Krieg kommen, müsste Frankreich nicht in den Krieg eintreten. Der französische König würde die Schotten aber, falls gewünscht, die Schotten mit Rat und Hilfe vor allem diplomatisch unterstützen. Damit bevorteilte der Vertrag die Franzosen gegenüber den Schotten.

## Folgen
Bereits im Herbst 1326 steigerten sich die Spannungen zwischen England auf der einen Seite und Schottland und Frankreich auf der anderen Seite. Im September landete Königin Isabelle mit einer kleinen Streitmacht in England. Sie erhielt rasch Unterstützung von weiteren Magnaten, so dass die Herrschaft ihres Mannes Eduard II. zusammenbrach. Im November 1326 wurde der flüchtige König gefangen genommen. Wie vereinbart, hatte Schottland die Invasion von Isabelle nicht für einen Angriff ausgenutzt.
Das Bündnis zwischen Frankreich und Schottland blieb bestehen, auch als der französische König Karl IV. Anfang 1328 ohne direkte Erben starb und sein Verwandter Philipp von Valois ihm auf den Thron folgte. Als nach den schottischen Niederlagen zu Beginn des Zweiten Schottischen Unabhängigkeitskriegs Ende 1333 John Randolph und andere schottische Barone an den französischen Hof kamen, bot der französische König dem jungen schottischen König David II. Asyl an. In der Folge unterstützte er die Schotten im Krieg gegen England ab 1334 diplomatisch und später auch militärisch. In dem folgenden Hundertjährigen Krieg stand Schottland auf der Seite Frankreichs.